# Yasser Romero
Yasser Romero (ur. 5 sierpnia 1979 w Hawanie) – kubański siatkarz występujący obecnie we włoskiej Serie A, w drużynie M. Roma Volley. Gra na pozycji libero. Mierzy 190 cm. Wielokrotny reprezentant Kuby.

## Kariera
- 2003–2004 Copra Berni Piacenza
- 2004–2005 Videx Royal Pat Grottazolina
- 2005–2006 Carige Copra Genua
- 2006- M. Roma Volley

## Sukcesy
- Puchar CEV: 2008